# SWT
SWT (siglas en inglés de Standard Widget Toolkit) es un conjunto de componentes para construir interfaces gráficas en Java, (widgets) desarrollados por el proyecto Eclipse.
Recupera la idea original de la biblioteca AWT de utilizar componentes nativos, con lo que adopta un estilo más consistente en todas las plataformas, pero evita caer en las limitaciones de esta.
La biblioteca Swing, por otro lado, está codificada enteramente en Java y frecuentemente se le acusa de no brindar una experiencia idéntica a la de una aplicación nativa. Sin embargo, el precio a pagar por esa mejora es la dependencia (a nivel de aspecto visual y no de interfaz de programación) de la aplicación resultante del sistema operativo sobre el cual se ejecuta. La interfaz del workbench de eclipse también depende de una capa intermedia de interfaz gráfica de usuario (GUI) llamada JFace que simplifica la construcción de aplicaciones basadas en SWT.

## Ejemplo

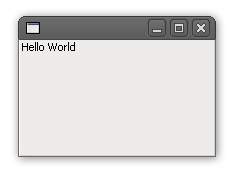
Una aplicación simple usando SWT y ejecutándose en un entorno GTK+

El siguiente fragmento de código es un programa sencillo que muestra el texto Hola Mundo:
```
import
 
org.eclipse.swt.*
;

import
 
org.eclipse.swt.widgets.*
;

public
 
class
 
HolaMundo
 
{

    
public
 
static
 
void
 
main
 
(
String
[]
 
args
)
 
{

        
Display
 
display
 
=
 
new
 
Display
();

        
Shell
 
shell
 
=
 
new
 
Shell
(
display
);

        
Label
 
label
 
=
 
new
 
Label
(
shell
,
 
SWT
.
NONE
);

        
label
.
setText
(
"Hola Mundo"
);

        
label
.
pack
();

        
shell
.
pack
();

        
shell
.
open
();

        
while
 
(
!
shell
.
isDisposed
())
 
{

            
if
 
(
!
display
.
readAndDispatch
())
 
display
.
sleep
();

        
}

        
display
.
dispose
();

    
}

}

```